# Interlands Roemeens voetbalelftal 1960-1969
Deze pagina toont een chronologisch en gedetailleerd overzicht van de interlands die het Roemeens voetbalelftal heeft gespeeld in de periode 1960 – 1969.

## Interlands

### 1960
|                                                                        |          |                                        |                   |                                                                                        |
| 22 mei EK 1960 kwalificatie № 224 «onderlinge duels» 17:00 uur (UTC+2) | Roemenië | 0 – 2                                  | Tsjecho-Slowakije | Stadionul 23 August, Boekarest Toeschouwers: 61.306 Scheidsrechter: Andor Dorogi (HUN) |
| 22 mei EK 1960 kwalificatie № 224 «onderlinge duels» 17:00 uur (UTC+2) |          | 8' Josef Masopust 45' Vlastimil Bubník |                   | Stadionul 23 August, Boekarest Toeschouwers: 61.306 Scheidsrechter: Andor Dorogi (HUN) |

|                                                                        |                                             |       |          |                                                                                    |
| 29 mei EK 1960 kwalificatie № 151 «onderlinge duels» 16:30 uur (UTC+1) | Tsjecho-Slowakije                           | 3 – 0 | Roemenië | Tehelné pole, Bratislava Toeschouwers: 31.057 Scheidsrechter: Leif Gulliksen (NOR) |
| 29 mei EK 1960 kwalificatie № 151 «onderlinge duels» 16:30 uur (UTC+1) | Titus Buberník 8', 16' Vlastimil Bubník 18' |       |          | Tehelné pole, Bratislava Toeschouwers: 31.057 Scheidsrechter: Leif Gulliksen (NOR) |

### 1961
|                                                                     |         |                   |          |                                                                                             |
| 14 mei Vriendschappelijk № 152 «onderlinge duels» 16:00 uur (UTC+2) | Turkije | 0 – 1             | Roemenië | Ankara 19 Mayısstadion, Ankara Toeschouwers: 25.969 Scheidsrechter: Dimitar Rumenchev (BUL) |
| 14 mei Vriendschappelijk № 152 «onderlinge duels» 16:00 uur (UTC+2) |         | 72' Mircea Dridea |          | Ankara 19 Mayısstadion, Ankara Toeschouwers: 25.969 Scheidsrechter: Dimitar Rumenchev (BUL) |

|                                                                        |                                                      |       |         |                                                                                       |
| 8 oktober Vriendschappelijk № 153 «onderlinge duels» 15:30 uur (UTC+2) | Roemenië                                             | 4 – 0 | Turkije | Stadionul 23 August, Boekarest Toeschouwers: 35.000 Scheidsrechter: Raoul Righi (ITA) |
| 8 oktober Vriendschappelijk № 153 «onderlinge duels» 15:30 uur (UTC+2) | Vasile Seredai 13', 48' Gheorghe Constantin 73', 74' |       |         | Stadionul 23 August, Boekarest Toeschouwers: 35.000 Scheidsrechter: Raoul Righi (ITA) |

### 1962
|                                                                           |                                                        |       |         |                                                                                       |
| 30 september Vriendschappelijk № 154 «onderlinge duels» 16:00 uur (UTC+2) | Roemenië                                               | 4 – 0 | Marokko | Stadionul 23 August, Boekarest Toeschouwers: 45.000 Scheidsrechter: Živko Bajić (YUG) |
| 30 september Vriendschappelijk № 154 «onderlinge duels» 16:00 uur (UTC+2) | Marin Voinea 4', 84' Titus Ozon 13' Vasile Seredai 58' |       |         | Stadionul 23 August, Boekarest Toeschouwers: 45.000 Scheidsrechter: Živko Bajić (YUG) |

|                                                                         |                                                            |       |                     |                                                                                       |
| 14 oktober Vriendschappelijk № 155 «onderlinge duels» 14:00 uur (UTC+1) | DDR                                                        | 3 – 2 | Roemenië            | Heinz-Steyer-Stadion, Dresden Toeschouwers: 30.000 Scheidsrechter: Martin Macko (TCH) |
| 14 oktober Vriendschappelijk № 155 «onderlinge duels» 14:00 uur (UTC+1) | Günther Wirth 6' Günter Schröter 47' Rainer Nachtigall 65' |       | 52', 58' Emil Petru | Heinz-Steyer-Stadion, Dresden Toeschouwers: 30.000 Scheidsrechter: Martin Macko (TCH) |

|                                                                            |                                                                     |       |          |                                                                                           |
| 1 november EK 1964 kwalificatie № 156 «onderlinge duels» 16:30 uur (UTC+1) | Spanje                                                              | 6 – 0 | Roemenië | Estadio Santiago Bernabéu, Madrid Toeschouwers: 51.608 Scheidsrechter: Kevin Howley (ENG) |
| 1 november EK 1964 kwalificatie № 156 «onderlinge duels» 16:30 uur (UTC+1) | Guillot 7', 20', 70' Veloso 9' Collar 17' Ion Nunweiller 81' (e.d.) |       |          | Estadio Santiago Bernabéu, Madrid Toeschouwers: 51.608 Scheidsrechter: Kevin Howley (ENG) |

|                                                                             |                                                                 |       |            |                                                                                           |
| 25 november EK 1964 kwalificatie № 157 «onderlinge duels» 14:00 uur (UTC+2) | Roemenië                                                        | 3 – 1 | Spanje     | Stadionul 23 August, Boekarest Toeschouwers: 72.762 Scheidsrechter: Giorgos Pelomis (GRE) |
| 25 november EK 1964 kwalificatie № 157 «onderlinge duels» 14:00 uur (UTC+2) | Nicolae Tătaru 2' Cicerone Manolache 8' Gheorghe Constantin 61' |       | 66' Veloso | Stadionul 23 August, Boekarest Toeschouwers: 72.762 Scheidsrechter: Giorgos Pelomis (GRE) |

|                                                        |         |       |                                |                                                                                                |
| 23 december Vriendschappelijk № 158 «onderlinge duels» | Marokko | 3 – 1 | Roemenië                       | Stade d'Honneur, Casablanca Toeschouwers: 10.000 Scheidsrechter: Daniel Zariquiegui Izco (ESP) |
| 23 december Vriendschappelijk № 158 «onderlinge duels» | ?       |       | 24' (pen.) Gheorghe Constantin | Stade d'Honneur, Casablanca Toeschouwers: 10.000 Scheidsrechter: Daniel Zariquiegui Izco (ESP) |

### 1963
|                                                                     |                                                       |       |                                    |                                                                                          |
| 12 mei Vriendschappelijk № 159 «onderlinge duels» 17:00 uur (UTC+2) | Roemenië                                              | 3 – 2 | DDR                                | Stadionul 23 August, Boekarest Toeschouwers: 40.000 Scheidsrechter: Branko Tešanić (YUG) |
| 12 mei Vriendschappelijk № 159 «onderlinge duels» 17:00 uur (UTC+2) | Ion Pîrcălab 39' Cornel Pavlovici 43' Iuliu Haidu 84' |       | 13' Peter Ducke 23' Jürgen Nöldner | Stadionul 23 August, Boekarest Toeschouwers: 40.000 Scheidsrechter: Branko Tešanić (YUG) |

|                                                                     |                     |       |                 |                                                                                   |
| 2 juni Vriendschappelijk № 160 «onderlinge duels» 18:00 uur (UTC+1) | Polen               | 1 – 1 | Roemenië        | Śląskistadion, Chorzów Toeschouwers: 40.000 Scheidsrechter: Werner Bergmann (DDR) |
| 2 juni Vriendschappelijk № 160 «onderlinge duels» 18:00 uur (UTC+1) | Eugeniusz Faber 88' |       | 64' Iuliu Haidu | Śląskistadion, Chorzów Toeschouwers: 40.000 Scheidsrechter: Werner Bergmann (DDR) |

|                                                                        |         |       |          |                                                                                         |
| 9 oktober Vriendschappelijk № 161 «onderlinge duels» 17:00 uur (UTC+2) | Turkije | 0 – 0 | Roemenië | Ankara 19 Mayısstadion, Ankara Toeschouwers: 29.779 Scheidsrechter: Yiannis Zogas (GRE) |
| 9 oktober Vriendschappelijk № 161 «onderlinge duels» 17:00 uur (UTC+2) |         |       |          | Ankara 19 Mayısstadion, Ankara Toeschouwers: 29.779 Scheidsrechter: Yiannis Zogas (GRE) |

### 1964
Geen interlands gespeeld.

### 1965
|                                                                       |                                                                       |       |         |                                                                                         |
| 2 mei WK 1966 kwalificatie № 162 «onderlinge duels» 16:30 uur (UTC+2) | Roemenië                                                              | 3 – 0 | Turkije | Stadionul 23 August, Boekarest Toeschouwers: 31.129 Scheidsrechter: Paul Schiller (AUT) |
| 2 mei WK 1966 kwalificatie № 162 «onderlinge duels» 16:30 uur (UTC+2) | Nicolae Georgescu 1' Viorel Mateianu 72' (pen.) Carol Creiniceanu 75' |       |         | Stadionul 23 August, Boekarest Toeschouwers: 31.129 Scheidsrechter: Paul Schiller (AUT) |

|                                                                        |                     |       |                   |                                                                                        |
| 30 mei WK 1966 kwalificatie № 163 «onderlinge duels» 17:00 uur (UTC+2) | Roemenië            | 1 – 0 | Tsjecho-Slowakije | Stadionul 23 August, Boekarest Toeschouwers: 44.615 Scheidsrechter: Fritz Köpcke (DDR) |
| 30 mei WK 1966 kwalificatie № 163 «onderlinge duels» 17:00 uur (UTC+2) | Viorel Mateianu 34' |       |                   | Stadionul 23 August, Boekarest Toeschouwers: 44.615 Scheidsrechter: Fritz Köpcke (DDR) |

|                                                                         |                  |       |                 |                                                                                       |
| 13 juni WK 1966 kwalificatie № 164 «onderlinge duels» 17:30 uur (UTC+1) | Portugal         | 2 – 1 | Roemenië        | Estádio Nacional, Oeiras Toeschouwers: 45.646 Scheidsrechter: Michel Kitabdjian (FRA) |
| 13 juni WK 1966 kwalificatie № 164 «onderlinge duels» 17:30 uur (UTC+1) | Eusébio 14', 39' |       | 73' Sorin Avram | Estádio Nacional, Oeiras Toeschouwers: 45.646 Scheidsrechter: Michel Kitabdjian (FRA) |

|                                                                            |                                                                 |       |             | |
| 19 september WK 1966 kwalificatie № 261 «onderlinge duels» 16:00 uur (UTC) | Tsjecho-Slowakije                                               | 3 – 1 | Roemenië    | Stadion Československé Armády, Praag Toeschouwers: 7.324 Scheidsrechter: Włodzimierz Storoniak (POL) |
| 19 september WK 1966 kwalificatie № 261 «onderlinge duels» 16:00 uur (UTC) | Bujor Hălmăgeanu 3' (e.d.) František Knebort 66' Karol Jokl 89' |       | 23' Dan Coe | Stadion Československé Armády, Praag Toeschouwers: 7.324 Scheidsrechter: Włodzimierz Storoniak (POL) |

|                                                                            |                                  |       |                       |                                                                                        |
| 23 oktober WK 1966 kwalificatie № 166 «onderlinge duels» 14:30 uur (UTC+2) | Turkije                          | 2 – 1 | Roemenië              | Ankara 19 Mayısstadion, Ankara Toeschouwers: 27.365 Scheidsrechter: Ramiz Pregja (ALB) |
| 23 oktober WK 1966 kwalificatie № 166 «onderlinge duels» 14:30 uur (UTC+2) | Fevzi Zemzem 13' Nedim Doğan 48' |       | 55' Nicolae Georgescu | Ankara 19 Mayısstadion, Ankara Toeschouwers: 27.365 Scheidsrechter: Ramiz Pregja (ALB) |

|                                                                             |                 |       |                     |                                                                                            |
| 21 november WK 1966 kwalificatie № 167 «onderlinge duels» 14:00 uur (UTC+2) | Roemenië        | 2 – 0 | Portugal            | Stadionul 23 August, Boekarest Toeschouwers: 27.532 Scheidsrechter: Gottfried Dienst (SUI) |
| 21 november WK 1966 kwalificatie № 167 «onderlinge duels» 14:00 uur (UTC+2) | Ion Pîrcălab 1' |       | 43' Alexandru Badea | Stadionul 23 August, Boekarest Toeschouwers: 27.532 Scheidsrechter: Gottfried Dienst (SUI) |

### 1966
|                                                                     |                |       |          |                                                                                              |
| 1 juni Vriendschappelijk № 168 «onderlinge duels» 18:45 uur (UTC+1) | West-Duitsland | 1 – 0 | Roemenië | Südweststadion, Ludwigshafen am Rhein Toeschouwers: 60.000 Scheidsrechter: Franz Mayer (AUT) |
| 1 juni Vriendschappelijk № 168 «onderlinge duels» 18:45 uur (UTC+1) | Uwe Seeler 72' |       |          | Südweststadion, Ludwigshafen am Rhein Toeschouwers: 60.000 Scheidsrechter: Franz Mayer (AUT) |

|                                                                      |                      |       |         |                                                                                           |
| 19 juni Vriendschappelijk № 169 «onderlinge duels» 17:30 uur (UTC+2) | Roemenië             | 1 – 0 | Uruguay | Stadionul 23 August, Boekarest Toeschouwers: 60.000 Scheidsrechter: Alexandru Pîrvu (ROU) |
| 19 juni Vriendschappelijk № 169 «onderlinge duels» 17:30 uur (UTC+2) | Constantin Iancu 33' |       |         | Stadionul 23 August, Boekarest Toeschouwers: 60.000 Scheidsrechter: Alexandru Pîrvu (ROU) |

|                                                                     |                        |       |          |                                                                                                   |
| 3 juli Vriendschappelijk № 170 «onderlinge duels» 21:00 uur (UTC+1) | Portugal               | 1 – 0 | Roemenië | Estádio do Futebol Clube do Porto, Porto Toeschouwers: 25.000 Scheidsrechter: Anton Bucheli (SUI) |
| 3 juli Vriendschappelijk № 170 «onderlinge duels» 21:00 uur (UTC+1) | José Augusto Torres 1' |       |          | Estádio do Futebol Clube do Porto, Porto Toeschouwers: 25.000 Scheidsrechter: Anton Bucheli (SUI) |

|                                                                           |                                        |       |          |                                                                                         |
| 21 september Vriendschappelijk № 171 «onderlinge duels» 15:30 uur (UTC+1) | DDR                                    | 2 – 0 | Roemenië | Stadion der Freundschaft, Gera Toeschouwers: 20.000 Scheidsrechter: Eric Jennings (ENG) |
| 21 september Vriendschappelijk № 171 «onderlinge duels» 15:30 uur (UTC+1) | Jürgen Nöldner 62' Henning Frenzel 89' |       |          | Stadion der Freundschaft, Gera Toeschouwers: 20.000 Scheidsrechter: Eric Jennings (ENG) |

|                                                                            |                                                   |       |                                        |                                                                                         |
| 2 november EK 1968 kwalificatie № 172 «onderlinge duels» 14:45 uur (UTC+2) | Roemenië                                          | 4 – 2 | Zwitserland                            | Stadionul Republicii, Boekarest Toeschouwers: 14.209 Scheidsrechter: James Finney (ENG) |
| 2 november EK 1968 kwalificatie № 172 «onderlinge duels» 14:45 uur (UTC+2) | Mircea Dridea 8' Constantin Frăţilă 12', 15', 38' |       | 52' Friedrich Künzli 70' Karl Odermatt | Stadionul Republicii, Boekarest Toeschouwers: 14.209 Scheidsrechter: James Finney (ENG) |

|                                                                          |                                                                                |       |                                                               |                                                                                    |
| 17 november Vriendschappelijk № 173 «onderlinge duels» 14:30 uur (UTC+2) | Roemenië                                                                       | 4 – 3 | Polen                                                         | Stadionul Petrolul, Ploiești Toeschouwers: 8.000 Scheidsrechter: Roger Barde (FRA) |
| 17 november Vriendschappelijk № 173 «onderlinge duels» 14:30 uur (UTC+2) | Henryk Brejza 16' (e.d.) Vasile Gergely 28' Constantin Frăţilă 59' Dan Coe 84' |       | 61' Andrzej Jarosik 73' Józef Gałeczka 80' Roman Strzałkowski | Stadionul Petrolul, Ploiești Toeschouwers: 8.000 Scheidsrechter: Roger Barde (FRA) |

|                                                                             |                                                   |       |                   |                                                                                         |
| 26 november EK 1968 kwalificatie № 174 «onderlinge duels» 14:30 uur (UTC+1) | Italië                                            | 3 – 1 | Roemenië          | Stadio San Paolo, Napels Toeschouwers: 68.145 Scheidsrechter: Gerhard Schulenburg (FRG) |
| 26 november EK 1968 kwalificatie № 174 «onderlinge duels» 14:30 uur (UTC+1) | Alessandro Mazzola 30', 67' Virginio De Paoli 43' |       | 7' Nicolae Dobrin | Stadio San Paolo, Napels Toeschouwers: 68.145 Scheidsrechter: Gerhard Schulenburg (FRG) |

|                                                                            |                       |       |                                                                       |                                                                               |
| 3 december EK 1968 kwalificatie № 175 «onderlinge duels» 14:30 uur (UTC+2) | Cyprus                | 1 – 5 | Roemenië                                                              | GSP-stadion, Nicosia Toeschouwers: 4.823 Scheidsrechter: Arthur Lentini (MLT) |
| 3 december EK 1968 kwalificatie № 175 «onderlinge duels» 14:30 uur (UTC+2) | Kostakis Pieridis 32' |       | 49', 82' Mircea Dridea 51' Mircea Lucescu 65', 74' Constantin Frăţilă | GSP-stadion, Nicosia Toeschouwers: 4.823 Scheidsrechter: Arthur Lentini (MLT) |

|                                                                         |                  |       |                                             |                                                                                                  |
| 7 december Vriendschappelijk № 176 «onderlinge duels» 14:00 uur (UTC+2) | Israël           | 1 – 2 | Roemenië                                    | Bloomfieldstadion, Tel Aviv Toeschouwers: 17.000 Scheidsrechter: Aleksandros Monastiriotis (GRE) |
| 7 december Vriendschappelijk № 176 «onderlinge duels» 14:00 uur (UTC+2) | George Borba 17' |       | 37' Alexandru Badea 52' (pen.) Ion Pîrcălab | Bloomfieldstadion, Tel Aviv Toeschouwers: 17.000 Scheidsrechter: Aleksandros Monastiriotis (GRE) |

### 1967
|                                                      |         |       |           |                                                                                              |
| 4 januari Vriendschappelijk № 177 «onderlinge duels» | Uruguay | 1 – 1 | Roemenië  | Estadio Centenario, Montevideo Toeschouwers: 10.000 Scheidsrechter: Francisco Pardiñas (URU) |
| 4 januari Vriendschappelijk № 177 «onderlinge duels» | ?       |       | , e.d.' ? | Estadio Centenario, Montevideo Toeschouwers: 10.000 Scheidsrechter: Francisco Pardiñas (URU) |

|                                                                      |                    |       |                      | |
| 8 maart Vriendschappelijk № 178 «onderlinge duels» 16:00 uur (UTC+2) | Griekenland        | 1 – 2 | Roemenië             | Leoforos Alexandrasstadion, Athene Toeschouwers: 16.879 Scheidsrechter: Nikolaos Yiannopoulos (GRE) |
| 8 maart Vriendschappelijk № 178 «onderlinge duels» 16:00 uur (UTC+2) | Giorgos Sideris 3' |       | 34', 75' Ion Ionescu | Leoforos Alexandrasstadion, Athene Toeschouwers: 16.879 Scheidsrechter: Nikolaos Yiannopoulos (GRE) |

|                                                                       |                          |       |                                          |                                                                                        |
| 22 maart Vriendschappelijk № 179 «onderlinge duels» 20:30 uur (UTC+1) | Frankrijk                | 1 – 2 | Roemenië                                 | Parc des Princes, Parijs Toeschouwers: 23.769 Scheidsrechter: Günther Baumgärtel (FRG) |
| 22 maart Vriendschappelijk № 179 «onderlinge duels» 20:30 uur (UTC+1) | Jean-Pierre Dogliani 88' |       | 14' Constantin Frăţilă 76' Mircea Dridea | Parc des Princes, Parijs Toeschouwers: 23.769 Scheidsrechter: Günther Baumgärtel (FRG) |

|                                                                          |                                                                                           |       |        |                                                                                            |
| 23 april EK 1968 kwalificatie № 180 «onderlinge duels» 16:00 uur (UTC+2) | Roemenië                                                                                  | 7 – 0 | Cyprus | 23 Augustusstadion, Boekarest Toeschouwers: 9.412 Scheidsrechter: Milivoje Gugulović (YUG) |
| 23 april EK 1968 kwalificatie № 180 «onderlinge duels» 16:00 uur (UTC+2) | Mircea Lucescu 4' Florea Martinovici 15' Emil Dumitriu 24', 52', 77' Ion Ionescu 47', 86' |       |        | 23 Augustusstadion, Boekarest Toeschouwers: 9.412 Scheidsrechter: Milivoje Gugulović (YUG) |

|                                                                        |                                                                                          |       |                    |                                                                                    |
| 24 mei EK 1968 kwalificatie № 181 «onderlinge duels» 20:00 uur (UTC+1) | Zwitserland                                                                              | 7 – 1 | Roemenië           | Hardturm Stadion, Zürich Toeschouwers: 21.337 Scheidsrechter: Robert Lacoste (FRA) |
| 24 mei EK 1968 kwalificatie № 181 «onderlinge duels» 20:00 uur (UTC+1) | Friedrich Künzli 12', 67' René Quentin 15', 32' Rolf Blättler 46', 59' Karl Odermatt 63' |       | 70' Nicolae Dobrin | Hardturm Stadion, Zürich Toeschouwers: 21.337 Scheidsrechter: Robert Lacoste (FRA) |

|                                                                         |          |                   |        |                                                                                                |
| 25 juni EK 1968 kwalificatie № 182 «onderlinge duels» 17:30 uur (UTC+2) | Roemenië | 0 – 1             | Italië | Stadionul 23 August, Boekarest Toeschouwers: 54.371 Scheidsrechter: Manuel Gómez Arribas (ESP) |
| 25 juni EK 1968 kwalificatie № 182 «onderlinge duels» 17:30 uur (UTC+2) |          | 81' Mario Bertini |        | Stadionul 23 August, Boekarest Toeschouwers: 54.371 Scheidsrechter: Manuel Gómez Arribas (ESP) |

|                                                                         |       |       |          |                                                                                |
| 29 oktober Vriendschappelijk № 183 «onderlinge duels» 12:30 uur (UTC+1) | Polen | 0 – 0 | Roemenië | Stadion Wisły, Krakau Toeschouwers: 32.000 Scheidsrechter: Tibor Wottava (HUN) |
| 29 oktober Vriendschappelijk № 183 «onderlinge duels» 12:30 uur (UTC+1) |       |       |          | Stadion Wisły, Krakau Toeschouwers: 32.000 Scheidsrechter: Tibor Wottava (HUN) |

|                                                                          |                    |       |                |                                                                                       |
| 22 november Vriendschappelijk № 184 «onderlinge duels» 14:00 uur (UTC+2) | Roemenië           | 1 – 0 | West-Duitsland | Stadionul 23 August, Boekarest Toeschouwers: 35.000 Scheidsrechter: Franz Mayer (AUT) |
| 22 november Vriendschappelijk № 184 «onderlinge duels» 14:00 uur (UTC+2) | Vasile Gergely 83' |       |                | Stadionul 23 August, Boekarest Toeschouwers: 35.000 Scheidsrechter: Franz Mayer (AUT) |

|                                                        |                     |       |                |                                                |
| 24 december Vriendschappelijk № 185 «onderlinge duels» | Congo-Kinshasa      | 1 – 1 | Roemenië       | Stade du 20 Mai, Kinshasa Toeschouwers: 30.000 |
| 24 december Vriendschappelijk № 185 «onderlinge duels» | Mantantu Kidumu 75' |       | 8' Mircea Sasu | Stade du 20 Mai, Kinshasa Toeschouwers: 30.000 |

### 1968
|                                                                    |                  |       |                  |                                                                            |
| 1 mei Vriendschappelijk № 186 «onderlinge duels» 16:30 uur (UTC+1) | Oostenrijk       | 1 – 1 | Roemenië         | Linzerstadion, Linz Toeschouwers: 25.842 Scheidsrechter: Karol Galba (TCH) |
| 1 mei Vriendschappelijk № 186 «onderlinge duels» 16:30 uur (UTC+1) | Helmut Siber 85' |       | 8' Tiberiu Kallo | Linzerstadion, Linz Toeschouwers: 25.842 Scheidsrechter: Karol Galba (TCH) |

|                                                                     |           |       |          |                                                                                        |
| 5 juni Vriendschappelijk № 187 «onderlinge duels» 17:30 uur (UTC+2) | Nederland | 0 – 0 | Roemenië | Stadionul Republicii, Boekarest Toeschouwers: 20.000 Scheidsrechter: Nejat Şener (TUR) |
| 5 juni Vriendschappelijk № 187 «onderlinge duels» 17:30 uur (UTC+2) |           |       |          | Stadionul Republicii, Boekarest Toeschouwers: 20.000 Scheidsrechter: Nejat Şener (TUR) |

|                                                                            |                                          |       |          |                                                                                   |
| 27 oktober WK 1970 kwalificatie № 188 «onderlinge duels» 15:30 uur (UTC+1) | Portugal                                 | 3 – 0 | Roemenië | Estádio Nacional, Oeiras Toeschouwers: 32.222 Scheidsrechter: Leo Callaghan (WAL) |
| 27 oktober WK 1970 kwalificatie № 188 «onderlinge duels» 15:30 uur (UTC+1) | Jacinto Santos 21', 67' Jacinto João 33' |       |          | Estádio Nacional, Oeiras Toeschouwers: 32.222 Scheidsrechter: Leo Callaghan (WAL) |

|                                                                         |          |       |          |                                                                                          |
| 6 november Vriendschappelijk № 189 «onderlinge duels» 14:30 uur (UTC+2) | Roemenië | 0 – 0 | Engeland | Stadionul 23 August, Boekarest Toeschouwers: 60.000 Scheidsrechter: Radoslav Fiala (TCH) |
| 6 november Vriendschappelijk № 189 «onderlinge duels» 14:30 uur (UTC+2) |          |       |          | Stadionul 23 August, Boekarest Toeschouwers: 60.000 Scheidsrechter: Radoslav Fiala (TCH) |

|                                                                             |                                          |       |             |                                                                                       |
| 23 november WK 1970 kwalificatie № 190 «onderlinge duels» 14:00 uur (UTC+2) | Roemenië                                 | 2 – 0 | Zwitserland | Stadionul 23 August, Boekarest Toeschouwers: 18.854 Scheidsrechter: Nejat Şener (TUR) |
| 23 november WK 1970 kwalificatie № 190 «onderlinge duels» 14:00 uur (UTC+2) | Florea Dumitrache 58' Flavius Domide 74' |       |             | Stadionul 23 August, Boekarest Toeschouwers: 18.854 Scheidsrechter: Nejat Şener (TUR) |

### 1969
|                                                                         |                     |       |                              |                                                                                  |
| 15 januari Vriendschappelijk № 191 «onderlinge duels» 19:45 uur (UTC+1) | Engeland            | 1 – 1 | Roemenië                     | Wembley Stadium, Londen Toeschouwers: 80.000 Scheidsrechter: Jim Callaghan (SCO) |
| 15 januari Vriendschappelijk № 191 «onderlinge duels» 19:45 uur (UTC+1) | Jackie Charlton 27' |       | 74' (pen.) Florea Dumitrache | Wembley Stadium, Londen Toeschouwers: 80.000 Scheidsrechter: Jim Callaghan (SCO) |

|                                                                          |                          |       |                            |                                                                                                   |
| 16 april WK 1970 kwalificatie № 192 «onderlinge duels» 16:30 uur (UTC+2) | Griekenland              | 2 – 2 | Roemenië                   | Georgios Karaiskákisstadion, Piraeus Toeschouwers: 37.039 Scheidsrechter: Antonio Sbardella (ITA) |
| 16 april WK 1970 kwalificatie № 192 «onderlinge duels» 16:30 uur (UTC+2) | Giorgos Sideris 51', 60' |       | 54', 66' Florea Dumitrache | Georgios Karaiskákisstadion, Piraeus Toeschouwers: 37.039 Scheidsrechter: Antonio Sbardella (ITA) |

|                                                                       |                  |       |          |                                                                                     |
| 30 april Vriendschappelijk № 193 «onderlinge duels» 20:30 uur (UTC+1) | Frankrijk        | 1 – 0 | Roemenië | Parc des Princes, Parijs Toeschouwers: 18.218 Scheidsrechter: Bruno De Marchi (ITA) |
| 30 april Vriendschappelijk № 193 «onderlinge duels» 20:30 uur (UTC+1) | Henri Michel 80' |       |          | Parc des Princes, Parijs Toeschouwers: 18.218 Scheidsrechter: Bruno De Marchi (ITA) |

|                                                                        |             |                          |          |                                                                                                  |
| 14 mei WK 1970 kwalificatie № 194 «onderlinge duels» 20:30 uur (UTC+1) | Zwitserland | 0 – 1                    | Roemenië | Stade Olympique de la Pontaise, Lausanne Toeschouwers: 28.446 Scheidsrechter: Tiny Wharton (SCO) |
| 14 mei WK 1970 kwalificatie № 194 «onderlinge duels» 20:30 uur (UTC+1) |             | 33' (e.d.) Bruno Michaud |          | Stade Olympique de la Pontaise, Lausanne Toeschouwers: 28.446 Scheidsrechter: Tiny Wharton (SCO) |

|                                                                          |                   |       |                         |                                                                                  |
| 3 september Vriendschappelijk № 195 «onderlinge duels» 19:00 uur (UTC+1) | Joegoslavië       | 1 – 1 | Roemenië                | JNA Stadion, Belgrado Toeschouwers: 15.000 Scheidsrechter: László Vízhányó (HUN) |
| 3 september Vriendschappelijk № 195 «onderlinge duels» 19:00 uur (UTC+1) | Fikret Mujkić 56' |       | 28' Emerich Dembrovschi | JNA Stadion, Belgrado Toeschouwers: 15.000 Scheidsrechter: László Vízhányó (HUN) |

|                                                                            |                    |       |          |                                                                                       |
| 12 oktober WK 1970 kwalificatie № 196 «onderlinge duels» 15:30 uur (UTC+2) | Roemenië           | 1 – 0 | Portugal | Stadionul 23 August, Boekarest Toeschouwers: 58.573 Scheidsrechter: Ratko Čanak (YUG) |
| 12 oktober WK 1970 kwalificatie № 196 «onderlinge duels» 15:30 uur (UTC+2) | Nicolae Dobrin 30' |       |          | Stadionul 23 August, Boekarest Toeschouwers: 58.573 Scheidsrechter: Ratko Čanak (YUG) |

|                                                                             |                         |       |                   |                                                                                      |
| 16 november WK 1970 kwalificatie № 197 «onderlinge duels» 14:00 uur (UTC+2) | Roemenië                | 1 – 1 | Griekenland       | Stadionul 23 August, Boekarest Toeschouwers: 62.577 Scheidsrechter: Jack Adair (NIR) |
| 16 november WK 1970 kwalificatie № 197 «onderlinge duels» 14:00 uur (UTC+2) | Emerich Dembrovschi 36' |       | 50' Mimis Domazos | Stadionul 23 August, Boekarest Toeschouwers: 62.577 Scheidsrechter: Jack Adair (NIR) |

UEFA: Albanië · België · Bulgarije · Cyprus · Denemarken · West-Duitsland · Duitse Democratische Republiek · Engeland · Finland · Frankrijk · Griekenland · Hongarije · Ierland · IJsland · Italië · Joegoslavië · Luxemburg · Malta · Nederland · Noord-Ierland · Noorwegen · Oostenrijk · Polen · Portugal · Roemenië · Schotland · Sovjet-Unie · Spanje · Tsjecho-Slowakije · Turkije · Wales · Zweden · Zwitserland

CAF: Madagaskar AFC: Israël

FRF · A-internationals · Selecties · Bondscoaches · Statistieken · Roemeens vrouwenelftal · Olympisch elftal · Roemenië U21 · Roemenië U20 · Roemenië U19 · Roemenië U18 · Roemenië U17 · Roemenië U16
1922 – 1929 · 
1930 – 1939 · 
1940 – 1949 · 
1950 – 1959 · 
1960 – 1969 · 
1970 – 1979 · 
1980 – 1989 · 
1990 – 1999 · 
2000 – 2009 · 
2010 – 2019 · 
2020 – 2029
EK's: 1984 · 
1996 · 
2000 · 
2008 · 
2016 · 
2024
WK's: 1930 · 
1934 · 
1938 · 
1970 · 
1990 · 
1994 · 
1998
OS: 1924 · 
1952 · 
1964 · 
2020
1922 · 
1923 · 
1924 · 
1925 · 
1926 · 
1927 · 
1928 · 
1929 · 
1930 · 
1931 · 
1932 · 
1933 · 
1934 · 
1935 · 
1936 · 
1937 · 
1938 · 
1939 · 
1940 · 
1941 · 
1942 · 
1943 · 
1944 · 
1945 · 
1946 · 
1947 · 
1948 · 
1949 · 
1950 · 
1952 · 
1952 · 
1953 · 
1954 · 
1955 · 
1956 · 
1957 · 
1958 · 
1959 · 
1960 · 
1961 · 
1962 · 
1963 · 
1964 · 
1965 · 
1966 · 
1967 · 
1968 · 
1969 · 
1970 · 
1971 · 
1972 · 
1973 · 
1974 · 
1975 · 
1976 · 
1977 · 
1978 · 
1979 · 
1980 · 
1981 · 
1982 · 
1983 · 
1984 · 
1985 · 
1986 · 
1987 · 
1988 · 
1989 · 
1990 · 
1991 · 
1992 · 
1993 · 
1994 · 
1995 · 
1996 · 
1997 · 
1998 · 
1999 · 
2000 · 
2001 · 
2002 · 
2003 · 
2004 · 
2005 · 
2006 · 
2007 · 
2008 · 
2009 · 
2010 · 
2011 · 
2012 · 
2013 · 
2014 · 
2015 ·
2016 ·
2017 ·
2018 ·
2019 ·
2020 ·
2021 ·
2022 ·
2023
Albanië ·
Algerije ·
Andorra ·
Argentinië ·
Armenië ·
Australië ·
Azerbeidzjan ·
België ·
Bolivia ·
Bosnië en Herzegovina ·
Brazilië ·
Bulgarije ·
Chili ·
China ·
Colombia ·
Congo-Kinshasa ·
Cuba ·
Cyprus ·
DDR ·
Denemarken ·
Duitsland ·
Ecuador ·
Egypte ·
Engeland ·
Estland ·
Faeröer ·
Finland ·
Frankrijk ·
Georgië ·
Griekenland ·
Honduras ·
Hongarije ·
Ierland ·
IJsland ·
Irak ·
Iran ·
Israël ·
Italië ·
Ivoorkust ·
Japan ·
Joegoslavië ·
Kameroen ·
Kazachstan · 
Kosovo · 
Kroatië ·
Letland ·
Liechtenstein ·
Litouwen ·
Luxemburg ·
Malta ·
Marokko ·
Mexico ·
Moldavië ·
Montenegro ·
Nederland ·
Nigeria ·
Noord-Ierland ·
Noord-Macedonië ·
Noorwegen ·
Oekraïne ·
Oostenrijk ·
Paraguay ·
Peru ·
Polen ·
Portugal ·
Rusland ·
San Marino ·
Schotland ·
Servië ·
Slovenië ·
Slowakije ·
Sovjet-Unie ·
Spanje ·
Trinidad en Tobago ·
Tsjechië ·
Tsjecho-Slowakije ·
Tunesië ·
Turkije ·
Turkmenistan ·
Uruguay ·
Verenigde Arabische Emiraten ·
Verenigde Staten ·
Wales ·
Wit-Rusland ·
Zuid-Korea ·
Zweden ·
Zwitserland
Albanië (2016) · 
Frankrijk (2008) · 
Frankrijk (2016) · 
Italië (2008) · 
Nederland (2008) · 
Zwitserland (2016)